# Biologie
- sus: bacteria E. coli și o gazelă
- jos: Goliathus și o ferigă

Animale și plante

Pești

Biologia este  știința naturală care se ocupă cu studiul vieții și al tuturor organismelor vii. Ca știință a vieții, biologia studiază organismele din punct de vedere structural, al proceselor chimice, al interacțiilor moleculare, al mecanismelor fiziologice, al dezvoltării și al evoluției. În ciuda complexității acestei științe, există doar câteva concepte simple care stau la baza acesteia, și anume teoria celulară, evoluția, genetica și homeostazia. Astfel, în teoria fundamentală a biologiei spune că celula este unitatea de bază a vieții, gena este unitatea de bază a eredității, iar evoluția este motivul pentru apariția sau extincția speciilor. Organismele vii sunt sisteme termodinamice a căror supraviețuire se bazează pe transformarea continuă a energiei și pe descreșterea entropiei locale, cu scopul menținerii homeostaziei (stării de echilibru intern a unui organism).
Termenul a fost creat și introdus în știință in 1802 de către Jean-Baptiste de Lamarck și G. Treviranus și provine din cuvintele grecești βίος / bios, « viață » și λόγος / logos, « cuvânt, discurs, știință ». Cele mai vechi cunoștințe scrise din domeniul biologiei datează de la Aristotel și Teofrast. Dintre personalitățile biologiei mondiale putem aminti pe G.L.L. de Buffon, G. Cuvier, J.H. Fabre, Ernst Haeckel, Jean-Baptiste de Lamarck, Carl Linné,  Charles Darwin, G.J. Mendel, Th. Schwann, H. de Vries, Alfred Russel Wallace, A. Weismann. În prezent, este una dintre materiile standard de învățământ în școli și universități de pretutindeni, iar peste un milion de articole sunt publicate anual într-un număr mare de jurnale din domeniul biologiei și medicinei.
Subdomeniile sau ramurile biologiei sunt diverse și sunt definite în funcție de metodele de cercetare implicate și de sistemele biologice luate în studiu: biomatematica utilizează metode matematice cu scopul formulării unor modele cantitative, în timp ce biologia experimentală se bazează pe date empirice pentru validarea unor teorii propuse. Astfel, se dorește înțelegerea mecanismelor vieții, modului în care aceasta a apărut și a evoluat din materie anorganică, lipsită de viață, în urmă cu aproximativ 4 miliarde de ani în urmă și motivul pentru care sistemele biologice au continuat să crească în complexitate.

## Istorie

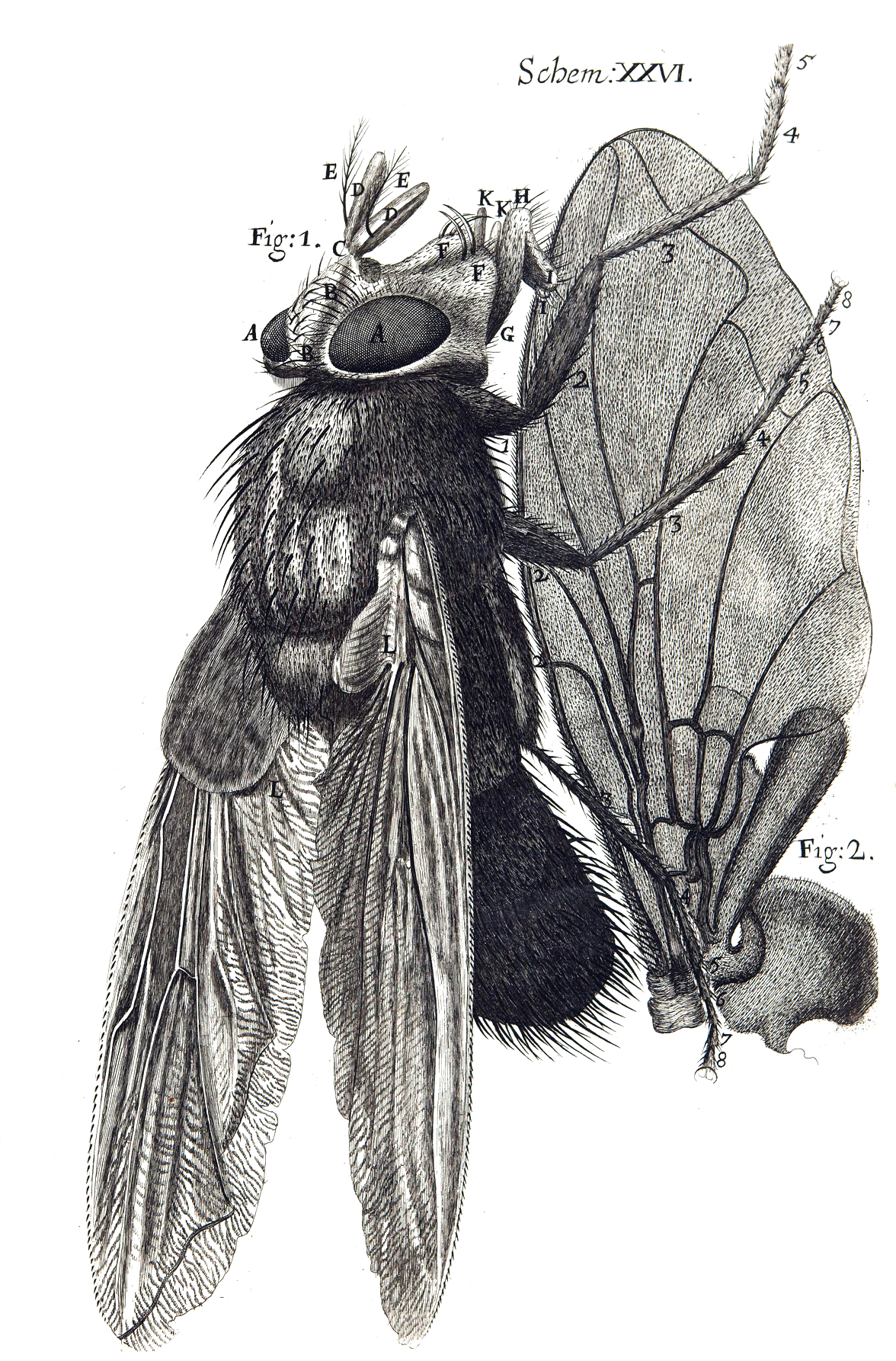
O reprezentare grafică a unei muște, preluată din lucrarea Micrographia a lui Robert Hooke, din anul 1665

### Apariția termenului
Termenul biologie este derivat din cuvântul grecesc βίος, bios, „viață”, la care s-a alipit sufixul -λογία, -logia, „studiu”. Versiunea în limba latină a termenului a fost utilizată pentru prima dată în anul 1736, când savantul suedez Carl Linnaeus (Carl von Linné) a folosit termenul biologi în lucrarea sa, Bibliotheca botanica. Termenul a reapărut în anul 1766 în lucrarea Philosophiae naturalis sive physicae: tomus III, continens geologian, biologian, phytologian generalis, realizată de către Michael Christoph Hanov, discipolul lui Christian Wolff. Prima variantă a termenului în limba germană, Biologie, a fost utilizat abia în anul 1771 în traducerea cărții lui Linné. În 1797, Theodor Georg August Roose a utilizat denumirea într-o prefață a cărții sale, Grundzüge der Lehre van der Lebenskraft. Karl Friedrich Burdach a folosit termenul într-un sens mai restrâns, indicând studiul ființei umane din punctul de vedere morfologic, fiziologic și psihologic (Propädeutik zum Studien der gesammten Heilkunst). Utilizarea modernă a termenului a fost implementată odată cu publicarea tratatului  Biologie, oder Philosophie der lebenden Natur (1802–22) de Gottfried Reinhold Treviranus, care prevedea:
Obiectul cercetării noastre este reprezentat de diferitele forme și manifestări ale vieții, condițiile și legile care guvernează modul în care aceste fenomene au loc și cauzele pentru care acestea au avut loc. Știința care se ocupă cu aceste probleme va fi indicată sub denumirea de biologie [Biologie] sau doctrina vieții [Lebenslehre].

### Începuturile biologiei
Deși biologia modernă a cunoscut o dezvoltare relativ recentă, științele pe care aceasta o includ și care sunt în relație cu aceasta au fost studiate încă din timpuri străvechi. Filozofia naturală a fost studiată începând încă din civilizațiile antice ale Mesopotamia, Egipt, the Indian subcontinent, and China. Totuși, biologia modernă cunoscută astăzi și modul de abordare al studiului naturii își regăsesc originea în Grecia Antică. În timp ce studiul formal al medicinei începe încă din timpul lui Hipocrate (cca. 460–370 î. Hr.), Aristotel (384–322 î. Hr.) a fost cel care a adus o contribuție extrem de însemnată la dezvoltarea biologiei. Cele mai importante lucrări publicate sunt Historia Animālium (Istoria Animalelor) și alte lucrări în care și-a prezentat viziunea naturalistă, iar ulterior a publicat lucrări mai empirice, care aveau ca punct central cauzalitatea biologiei și diversitatea vieții. Succesorul lui Aristotel, Teofrast, a realizat o serie de cărți în domeniul botanicii, care au rămas în istorie considerate drept cea mai importantă contribuție antică în domeniul studiului organismelor vegetale, chiar și până la finalul Evului Mediu.
Deși conceptul biologiei ca domeniu separat de știință a apărut în secolul XIX, științele biologice își au originile din tradițiile medicinei și istoria naturală din Grecia și Roma antică și au fost mai dezvoltate în Evul mediu de vindecători musulmani, spre exemplu Al-Jahiz Avicenna, Avenzoar și Ibn al-Nafis. În timpul Renașterii și Evului Modern, cugetul biologic a fost revoluționat în Europa datorită interesului restaurat de empirism și descoperirea multor organisme noi. Andreas Vesalius și William Harvey au fost persoane proeminente ale acestei mișcări fiindcă au utilizat experimentări și observări atente cercetând fiziologia. Trebuie menționați aici și naturaliști cum ar fi Carl Linné sau Georges-Louis Leclerc de Buffon, care au început să clasifice organismele și fosilele precum și dezvoltarea și comportarea ființelor vii. Datorită dezvoltării microscopiei a fost descoperită lumea microorganismelor, punând bazele pentru teoria celulară. Importanța crescătoare a teologiei naturale, parțial un răspuns pentru filozofia mecanică, a susținut dezvoltarea rapidă a istoriei naturale.
După cum s-a menționat, printre savanții din lumea Islamică medievală cu importanță asupra dezvoltării domeniului biologiei se numără al-Jahiz (781–869), botanistul Al-Dīnawarī (828–896), și anatomistul și fiziologul Rhazes (865–925). Medicina a fost studiată în special de către cărturarii islamici, care s-au bazat pe tradițiile filozofice grecești, în timp ce istoria naturală s-a bazat foarte mult pe gândirea aristoteliană.
O contribuție extrem de însemnată, care practic a marcat începutul dezvoltării rapide a biologiei moderne, a fost dezvoltarea microscopiei realizată de către Anton van Leeuwenhoek. Doar ulterior dezvoltării microscopiei savanților li s-a oferit șansa de a descoperi diversitatea lumii microscopice, ceea ce s-a concretizat prin primele observații asupra bacteriilor, infuzoarelor și spermatozoizilor. Investigațiile lui Jan Swammerdam au dus la mărirea interesului pentru studiul entomologiei și au contribuit la dezvoltarea unor tehnici de bază de disecție și colorație în microscopie.
De asemenea, dezvoltarea microscopiei a lăsat și un impact profund asupra gândirii biologice. La începutul secolului al XIX-lea, un număr mare de biologi a adus în discuție relevanța mare a celulei. Ulterior, în 1838, Schleiden și Schwann au început să promoveze următoarele idei, astăzi universal-acceptate: (1) celula este unitatea de bază a unui organism și (2) celulele individuale prezintă toate caracteristicile vieții, deși a fost de asemenea impusă și ideea că  (3) toate celulele provin în urma diviziunii altor celule. Datorită lucrărilor lui Robert Remak și Rudolf Virchow, până în anii 1860 majoritatea biologilor vremii au acceptat aceste trei teorii ca fiind de bază, idee care s-a concretizat sub denumirea de teoria celulară.
Între timp, taxonomia și metodele de clasificare au fost domeniul de interes al istoricilor naturali. Carl Linnaeus a pus bazele taxonomiei lumii naturale în anul 1735 (iar variațiile acesteia au fost folosite încă de atunci), iar în anii 1750 a fost introdus sistemul de nomenclatură binomială științifică utilizat pentru denumirea speciilor.  Georges-Louis Leclerc de Buffon a considerat ideea de specie ca fiind o categorie artificială iar organismul viu ca fiind maleabil - chiar sugerând posibilitatea unui strămoș comun. Deși nu a susținut ideea de evoluție, Buffon este un reprezentant important în istoria gândirii evolutive. Lucrările sale au fost o influență a teoriilor evolutive propuse de Lamarck și Darwin.

### Biologia modernă
Peste secolele XVIII și XIX, științele biologice cum ar fi botanică sau zoologie au devenit din ce în ce mai rapid discipline științifice profesionale. Antoine Lavoisier și alții chimiști și fizicieni au început să conecteze lumea animată și neanimată prin chimie și fizică. Naturalist–exploratorii au cercetat interacțiunile între organismele și ambianța și metode prin care aceste legături depind de geografie — fondând discipline precum biogeografie, ecologie și etologie. Naturaliștii au început să nu mai sprijine esențialismul și să ia în considerare importanța extincției și caracterul schimbător al speciilor. Teoria celulară a dat o nouă perspectivă asupra bazelor fundamentale ale vieții. Aceste dezvoltări, precum și rezultatele cercetărilor embriologiei și paleontologiei, au fost sintetizate în teoria evoluției prin selecția naturală a lui Charles Darwin. La sfârșitul secolului XIX a fost părăsită teoria generației spontanee fiind înlocuită de teoria microbiană de boală. Totuși, mecanismul ereditării biologice a rămas un mister.
La începuturile secolului XX, redescoperirea lucrărilor lui Gregor Mendel a adus la dezvoltarea rapidă a geneticii. Domeniile noi au apărut repede ca consecință a propunerii structurii ADN de către James Watson și Francis Crick. După apariția dogmei centrale a biologiei moleculare și spargerea codului genetic, biologia s-a împărțit în mult între biologia organismelor — grupul câmpurilor științifice legate de organisme și grupuri ale organismelor — și biologia moleculară și celulară. În cursul secolului XX, aceste curente au fost răsturnate, biologii moleculari și celulari folosind metode utilizate în biologia organismelor și invers.

### Biologia în România
Contribuții remarcabile în domeniul biologiei au avut: Grigore Antipa, Dimitrie Brândză, Aristide Caradja, Radu Codreanu, Constantin Motaș, Emil Racoviță, Dimitrie Voinov, Alexandru Borza, Florian Porcius, Iuliu Prodan.

## Principii fundamentale
Sunt cinci principii fundamentale care stau la baza teoriei biologice:

### Teoria celulară

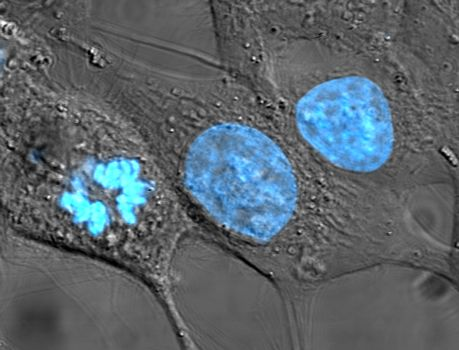
Celule canceroase umane, cu nucleii colorați în albastru. Celula din centru și cea din partea dreaptă se află în interfază, de aceea nucleul este bine delimitat, iar celula din stânga se află în mitoză, așadar ADN-ul se regăsește sub formă condensată.

Teoria celulară spune că toate organismele vii sunt compuse din cel mai puțin o celulă, aceasta fiind unitatea fundamentală a vieții și cea mai mică unitate funcțională a acesteia. Se consideră că toate organismele vii au apărut ca urmare a diviziunii celulelor pre-existente. În cazul organismelor pluricelulare, fiecare celulă care alcătuiește organismul derivă dintr-o singură celulă. De asemenea, se mai consideră că celula este unitatea de bază a multor procese patologice. Un ultim aspect al teoriei celulare are în vedere modul în care celulele prezintă reacții de adaptare față de schimbările condițiilor externe și interne, ceea ce duce la studiul metabolismului.
Celulele sunt sediul informației ereditare (ADN-ul), așadar aceasta este transmisă celorlalte celule prin intermediul diviziunii celulare. Studiul originii vieții, denumit abiogeneză, are în vedere și determinarea originii primei celule.

### Evoluția

O diagramă reprezentativă pentru conceptul de selecție naturală.

Teoria evoluției este un concept central în biologie și face referire la idea că viața suferă schimbări continue și se dezvoltă, astfel că fiecare formă de viață (încă prezentă sau dispărută) prezintă o origine comună, un strămoș comun, sau altfel spus prezintă un singur genofond antic. Se crede că ultimul strămoș comun al tuturor organismelor a apărut acum aproximativ 3,5 miliarde de ani. Biologii privesc omniprezența codului genetic ca un indiciu evident în favoarea aprobării teoriei strămoșului comun, pentru bacterii, arhebacterii și eucariote..
Termenul de „evoluție” a fost introdus în terminologia științifică de către Jean-Baptiste de Lamarck în anul 1809, iar cincizeci de ani mai târziu savantul Charles Darwin a postulat faptul că evoluția are ca model științific selecția naturală. Alfred Russel Wallace este recunoscut ca un co-descoperitor al acestui concept, întrucât acesta a contribuit la studiile și la experimentele legate de evoluție. Conceptul de evoluție este utilizat în prezent în biologia modernă pentru a explica variabilitatea extrem de mare a formelor de viață de pe Pământ.
Teoria lui Darwin presupune ideea că speciile pot să prospere sau să dispară, fiind supuse proceselor de selecție naturală sau de selecție artificială. Conceptul de derivă genetică a fost ulterior adoptat ca un mecanism adițional al dezvoltării evolutive în contextele moderne ale teoriei.
Istoria evolutivă a unei specii - care descrie caracteristicile diferitelor specii descendente - împreună cu relațiile genealogice ale unei specii reprezintă studiul filogeniei. Sunt utilizate diverse metode de studiu biologic pentru obținerea informațiilor legate de filogenie. Printre acestea se numără studiile comparative ale secvențelor de ADN, în cadrul biologiei moleculare (mai exact în genomică) și studiile comparative ale fosilelor, în cadrul paleontologiei. Biologii organizează și analizează relațiile evolutive prin metode variate, incluzând metodele filogenetice, fenetice și cladistice.
Importanța evoluției provine din faptul că oferă o explicație a modului în care formele de viață au apărut și s-au dezvoltat, și de asemenea aceasta contribuie la înțelegerea modului în care formele de viață sunt organizate în prezent. Totuși, organizarea prezentă a speciilor poate fi concepută doar prin prisma evoluției acestora de-a lungul timpului. Mai mult, evoluția este un concept central în toate subdomeniile biologiei.

### Genetica

Un pătrat Punnett în care se poate observa încrucișarea dintre două soiuri de mazăre heterozigote pentru petalele de culoare mov (B) și albe (b)

Teoria genelor spune că trăsăturile  unui organism viu sunt codificate de către acidul dezoxiribonucleic, care este componenta esențială a genelor. Genele, unitățile primare ale transmiterii ereditare a caracterelor, corespund anumitor regiuni din macromolecula de ADN, astfel că trăsăturile sunt moștenite de la una generație la o altă prin aceste gene. Toate organismele, de la cele mai simple până la cele mai complexe, prezintă același mecanism de bază prin care ADN-ul este copiat și este tradus în proteine specifice. În celule, are loc transcrierea unei gene din ADN într-o versiune ARN, iar în ribozomi are loc așa numita sinteză proteică ce presupune traducerea ARN în secvența specifică de aminoacizi din molecula polipeptidică. Codul de translație utilizat de ribozomi pentru codificarea aminoacizilor este aproape identic pentru majoritatea organismelor. De exemplu, secvența de ADN corespunzătoare pentru sinteza de insulină în organismul uman de asemenea codifică sinteză de insulină și când este inserată în alte organisme (de exemplu, în organisme vegetale).
ADN-ul se regăsește sub formă de cromozomi, iar aceștia pot fi liniari, în cazul eucariotelor, sau circulari, în cazul procariotelor. Cromozomul este o structură organizată alcătuită din ADN și proteine histonice. Genomul reprezintă totalitatea cromozomilor și a altor informații ereditare prezente în celulă (în acest caz, informația genetică extranucleară din mitocondrii și cloroplaste). În cazul eucariotelor, ADN-ul genomic este localizat în nucleul celular și în cantități mici în mitocondrii și în cloroplaste. În cazul procariotelor, ADN-ul genomic se regăsește sub forma unei structuri neregulate din citoplasmă, cunoscută sub denumirea de nucleoid. Informația genetică corespunzătoare unui genom este deci depozitată în gene, iar totalitatea acestor informații dintr-un organism sunt cunoscute  sub denumirea de genotip.
Toate informațiile curg de la genotip la fenotip, o caracteristică fizică sau biochimică a organismului pe care se o poate observa. Deși fenotipul formulat de genă se poate adapta la ambianța în care trăiește organismul, această informație nu este retransmisă la gene. Doar prin procesul evoluției genele se schimbă ca răspuns la condițiile ambientale.

### Homeostazia

În hipotalamus are loc secreția de CRH, care stimulează glanda pituitară să secrete ACTH. La rândul său, ACTH-ul stimulează cortexul adrenal să secrete glucocorticoizi, precum cortizolul. Odată produși în cantitate suficientă, glucocorticoizii reduc rata de secreția a hipotalamusului și a glandei pituitare.

Homeostazia reprezintă abilitatea unui sistem deschis de a regla mediul său intern pentru menținerea unor condiții stabile, ceea ce se realizează prin diferite mecanisme de ajustare a echilibru dinamic intern. În cadrul organismelor, homeostazia este realizată prin procesele fiziologice care permit acestuia să mențină ambianța sa internă. Toate organismele, unicelulare sau pluricelulare, prezintă homeostazie.
Pentru a menține acest echilibru dinamic și pentru a realiza funcțiile specifice, un sistem trebuie să detecteze și să răspundă la anumite constrângeri sau perturbări. Ulterior detectării unei constrângeri, un sistem biologic răspunde adesea printr-un mecanism de feedback negativ, care are ca scop stabilizarea prin reducerea sau creșterea activității unui organ sau a unui sistem. Un exemplu concret este secreția de glucagon ca urmarea a descreșterii nivelului de glucoză.

Rolurile energiei în funcționarea organismului uman.

### Energia
Supraviețuirea unui organism viu depinde strict de cantitatea de energie disponibilă. Reacțiile chimice care sunt responsabile de structura și de funcția sa sunt astfel utilizate pentru a extrage energia din substanțele chimice ingerate și pentru a le transforma în procesele de regenerare celulară și de susținere a celulelor. În cadrul acestui proces, moleculele substanțelor chimice care se regăsesc în hrană joacă două roluri majore. În primul rând, acestea constituie o sursă de energie care poate fi transformată și reutilizată prin reacții biochimice specifice organismului. În al doilea rând, hrana poate fi transformată în noi structuri moleculare, cunoscute sub denumirea de biomolecule, care au diverse roluri pentru acel organism.
Organismele responsabile pentru introducerea de energie într-un ecosistem sunt cunoscute sub numele de producători sau organisme autotrofe. Majoritatea organismelor din această categorie își procură energia de la lumina solară. Plantele și celelalte organisme fototofe utilizează energia solară prin intermediul fotosintezei pentru a converti materiile anorganice în materii organice, precum este adenozintrifosfatul (ATP-ul). În structura acestei molecule există anumite legături macroergice care, în momentul în care sunt lizate, eliberează energie. Totuși, unele ecosisteme depind în întregime de energia extrasă de organismele chemotrope din surse energetice precum metanul și sulfurile, în lipsa energiei solare.
O parte din energia astfel captată produce biomasa și energia care este disponibilă pentru creșterea și pentru dezvoltarea altor forme de viață. Restul biomasei și a energiei sunt pierdute sub formă de căldură și de moleculă reziduale. Metabolismul și respirația celulară sunt cele mai importante procese prin care are loc transformarea energiei înmagazinate în substanțele chimice în energie folositoare pentru susținerea vieții.

## Studiu și cercetare

### Structural
Biologia moleculară este studiul biologiei la nivelul moleculelor. Coincide parțial cu alte domenii, cum ar fi genetica și biochimia. Această disciplină se concentrează la înțelegerea interacțiunilor între diverse sisteme ale celulelor, incluzând o legătură între ADN, ARN, sinteza proteinelor și învățarea mecanismelor acestor procese.
Biologia celulară cercetează proprietățile fiziologice ale celulelor precum și comportarea, interacțiunile și ambianța lor. Experimentările se fac atât la nivelul microscopic cât și molecular. Acest domeniu face cercetări pe organisme monocelulare precum și pe celule specializate în organisme multicelulare cum ar fi cele ale omului.
Ceea ce este fundamental pentru toate științele legate de biologie este de a înțelege din ce sunt compuse și cum funcționează celulele. Cunoașterea asemănărilor și diferențelor este în special importantă în biologia celulară și moleculară.
Genetica este știința genelor, eredității și varietății ale organismelor. Genele codează informații necesare pentru sinteza proteinelor care joacă un rol important în influențare (dar în multe cazuri nu determină complet) a fenotipului final al organismului. În cercetările moderne, genetică prevede unelte importante în investigarea funcțiunilor ale genelor particulare și analiza interacțiunilor genetice. Organismele țin informația genetică în general în cromozoame unde este reprezentată de structura chimică a moleculelor ADN particulare.
Biologia de dezvoltare cercetează procesele după care organismele cresc și se dezvolt. Își are originile în embriologie. Biologia de dezvoltare modernă studiază și controlul genetic al creșterii celulare, diferențierii, anatomiei și morfogeneză — procesul care permite țesuturilor și organelor să apară și să dezvolte.

### Fiziologic
Fiziologia studiază procesele mecanice, fizice și biochimice ale organismelor vii cu scopul de a înțelege cum funcționează toate structurile ca un întreg. Studii fiziologice au fost împărțite tradițional în fiziologia oamenilor, fiziologia plantelor și fiziologia animalelor. Totuși, regulile principale ale fiziologiei sunt aceleași pentru orice organism. Fiziologia animalelor folosește metodele și uneltele fiziologiei oamenilor pentru a cerceta alte animale, iar fiziologia plantelor de împrumută tehnici ale ambelor discipline.
Anatomia este un subdomeniu important al fiziologiei și cercetează funcțiile și interacțiunile sistemelor de organe ale animalelor. Acest studiu își are subdiscipline orientate spre medicină, cum ar fi neurologia — studiul sistemului nervos, sau cardiologia — studiul sistemului cardiovascular.

### Evolutiv
Evoluția se preocupă cu originea și descindența speciilor și schimbările lor peste timp și include oameni de știință din multe discipline legate de taxonomie. În general, studiul evoluției are nevoie de oameni de știință specializați în anumite grupuri ale organismelor: mamifere, păsări, plante sau reptile, comparând rezultatele cercetărilor făcute de ei. Biologia evoluționară este bazată pe paleontologie, studiul care folosește fosile pentru a răspunde la întrebări legate de mod și timp al evoluției, dar și pe genetica populației și teoria evoluției.

### Sistematic
Diferite speciații au dus la crearea copacului filogenetic, astfel că relațiile dintre diversele specii existente pe pământ poate fi reprezentată sub forma unui arbore. Rolul sistematicii sau taxonomiei este acela de a studia aceste relații și astfel de a identifica diferențele și asemănările dintre specii sau grupele de specii. Totuși, sistematica a fost un subiect de interes activ cu mult timp înaintea dezvoltării teoriei evolutive.
În teoria mai veche, organismele vii erau împărțire în cinci regnuri: Monera, Protista, Fungi, Plantae și Animalia. Totuși, în prezent majoritatea oamenilor de știință consideră că acest sistem ar fi unul învechit. Sistemele moderne alternative de clasificare încep având la bază un model bazat pe trei domenii principale: Archaea (original Archaebacteria), Bacteria (original Eubacteria) și Eukaryota (incluzând protistele, fungii, plantele și animalele) Fiecare dintre aceste domenii sunt caracterizate prin prezența sau lipsa nucleului celular, dar și prin diferențele date de compoziția chimică a principalelor biomolecule componente, precum sunt ribozomii.
În continuare, clasificarea taxonomică a fiecărei specii se face incluzând-o pe aceasta în fiecare unitate taxonomică sau taxon corespunzător din punct de vedere filogenetic; astfel, ordinea taxonilor în ierarhia taxonomică este următoarea: domeniu, regn; încrengătură (sau filum), clasă, ordin, familie, gen și specie.
Există și anumite structuri care nu se încadrează în aceste categorii, și anume paraziții obligatoriu intracelulari, entități biologice care sunt considerate ca fiind „la limita vieții” datorită activității lor metabolice. Cu alte cuvinte, aceste entități nu sunt considerate ca fiind structuri vii datorită lipsei a una sau mai multe dintre funcțiile fundamentale caracteristice unui organism viu. Acestea sunt virusurile, viroizii, prionii și virusurile satelite.
Denumirea științifică atribuită unui organism este binomială și se face reunind numele genului din care face parte și un adjectiv în limba latină care este corespunzător speciei respective. De exemplu, omul este denumit Homo sapiens, după numele genului Homo și numele sapiens corespunzător speciei. La scrierea numelui științific al unui organism, se consideră corectă scrierea denumirii genului cu prima literă mare, iar denumirea speciei cu litere mici. În plus, se consideră corectă scrierea de tip cursiv (italic), în cadrul publicațiilor, a denumirilor genurilor și a speciilor.
Sistemul utilizat și acceptat în prezent este bazat pe sistemul de taxonomie linneană, care presupune împărțirea fiecărui taxon și denumirea speciilor în conformitate cu nomenclatura binară sau binomială. Modul de denumire al organismelor este decis de către organe internaționale precum International Code of Nomenclature for algae, fungi, and plants (ICN), International Code of Zoological Nomenclature (ICZN) și International Code of Nomenclature of Bacteria (ICNB). Clasificarea virusurilor este realizată de către International Committee on Taxonomy of Viruses (ICTV) și este cunoscută sub denumirea de International Code of Viral Classification and Nomenclature (ICVCN). Totuși, mai există și alte sisteme de clasificare. De exemplu, BioCode a fost publicat în anul 1997 în încercarea de a standardiza nomenclatura din aceste trei domenii, dar nu a fost încă acceptat formal. BioCode a primit o atenție scăzută de la publicare, iar o revizuire a sa a fost propusă în 2011.

#### Regnuri
Mai jos se regăsește câte un reprezentat din fiecare dintre regnurile prezentate. Au fost incluse în această galerie și virusurile.

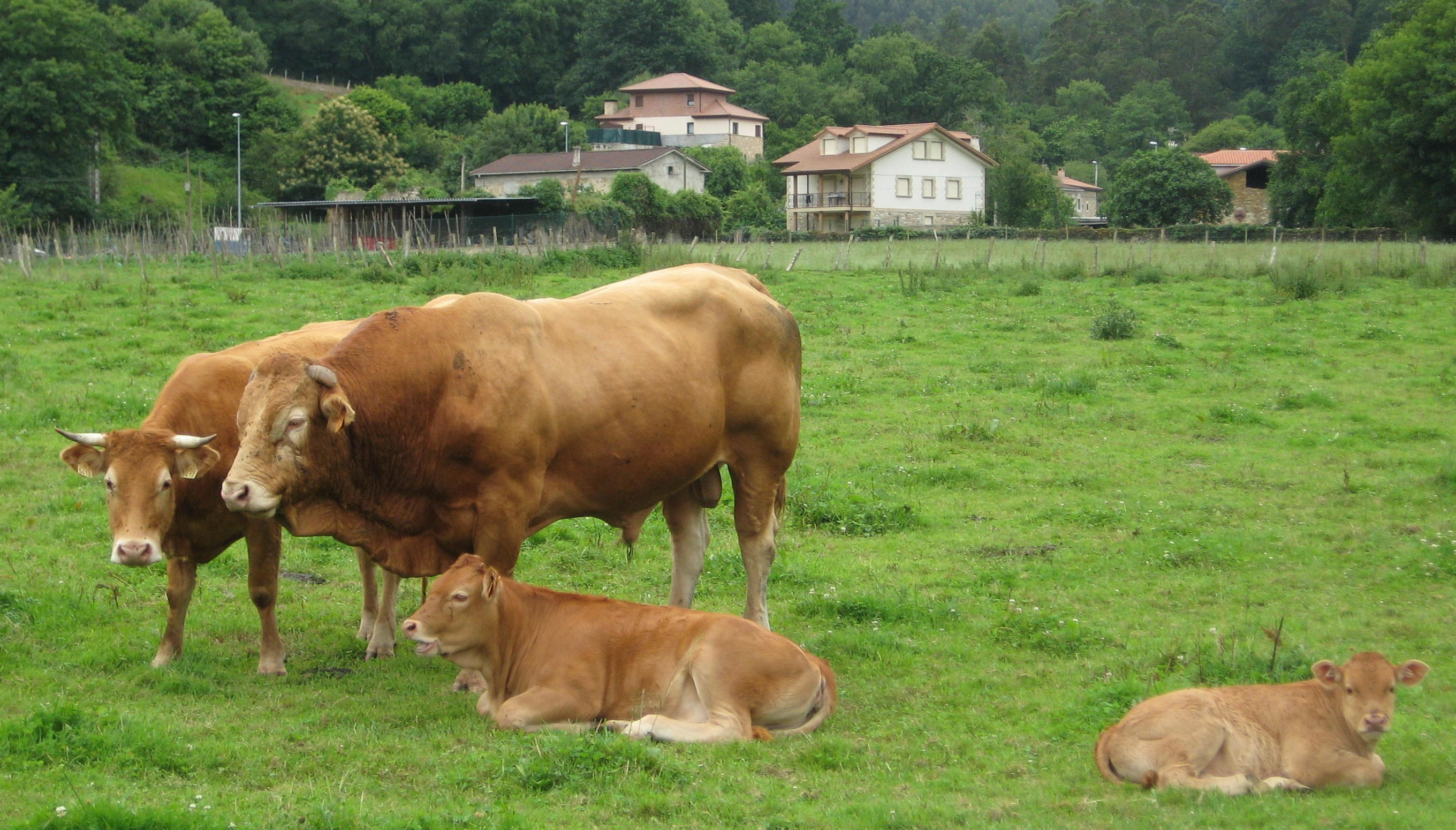
Animalia – Bos primigenius taurus
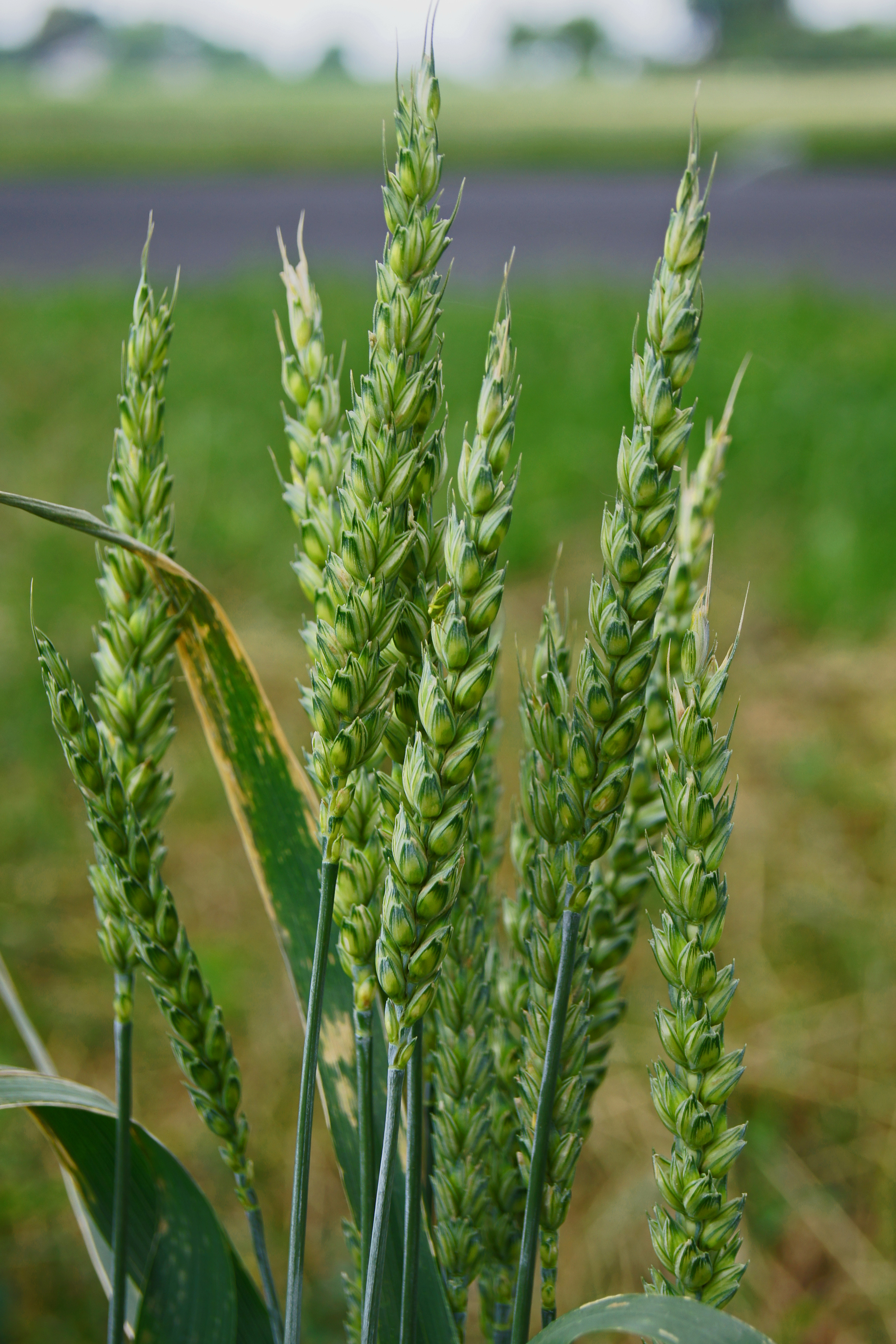
Plantae – genul Triticum
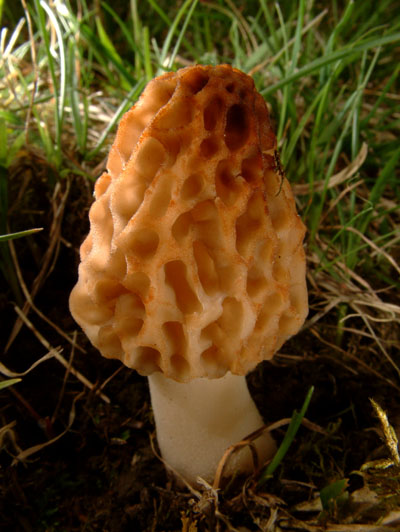
Fungi – Morchella esculenta
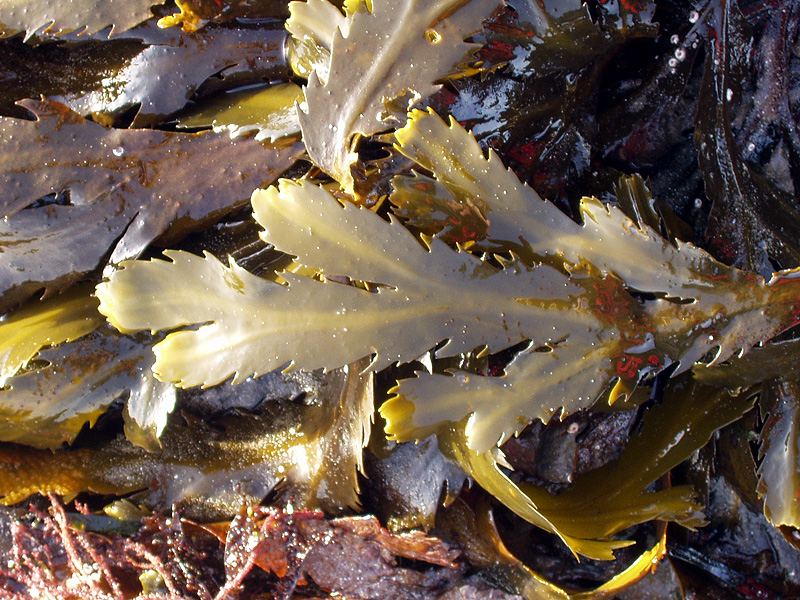
Stramenopila/Chromista – Fucus serratus
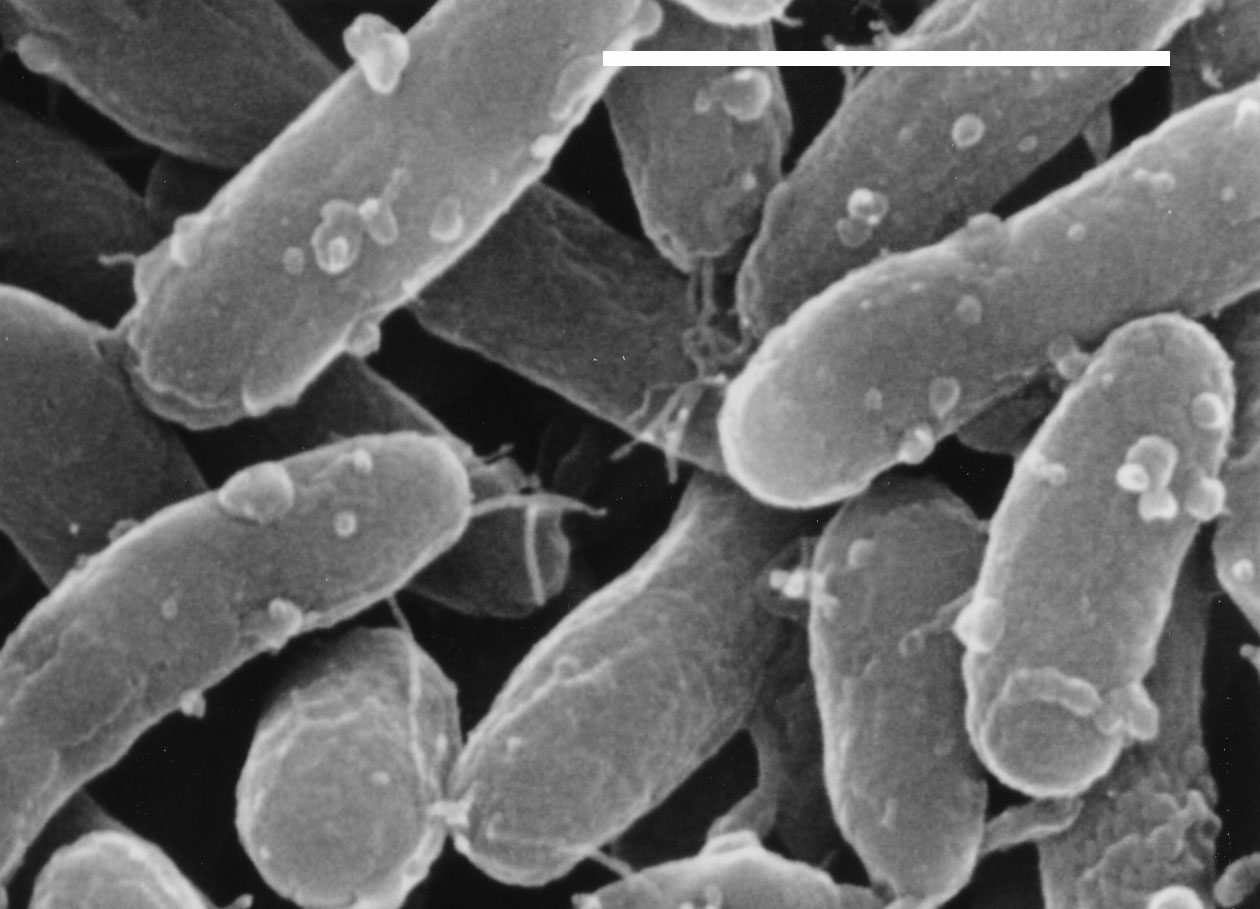
Bacteria – Gemmatimonas aurantiaca (-=1 micrometru)
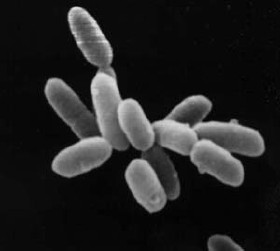
Archaea – Halobacteria
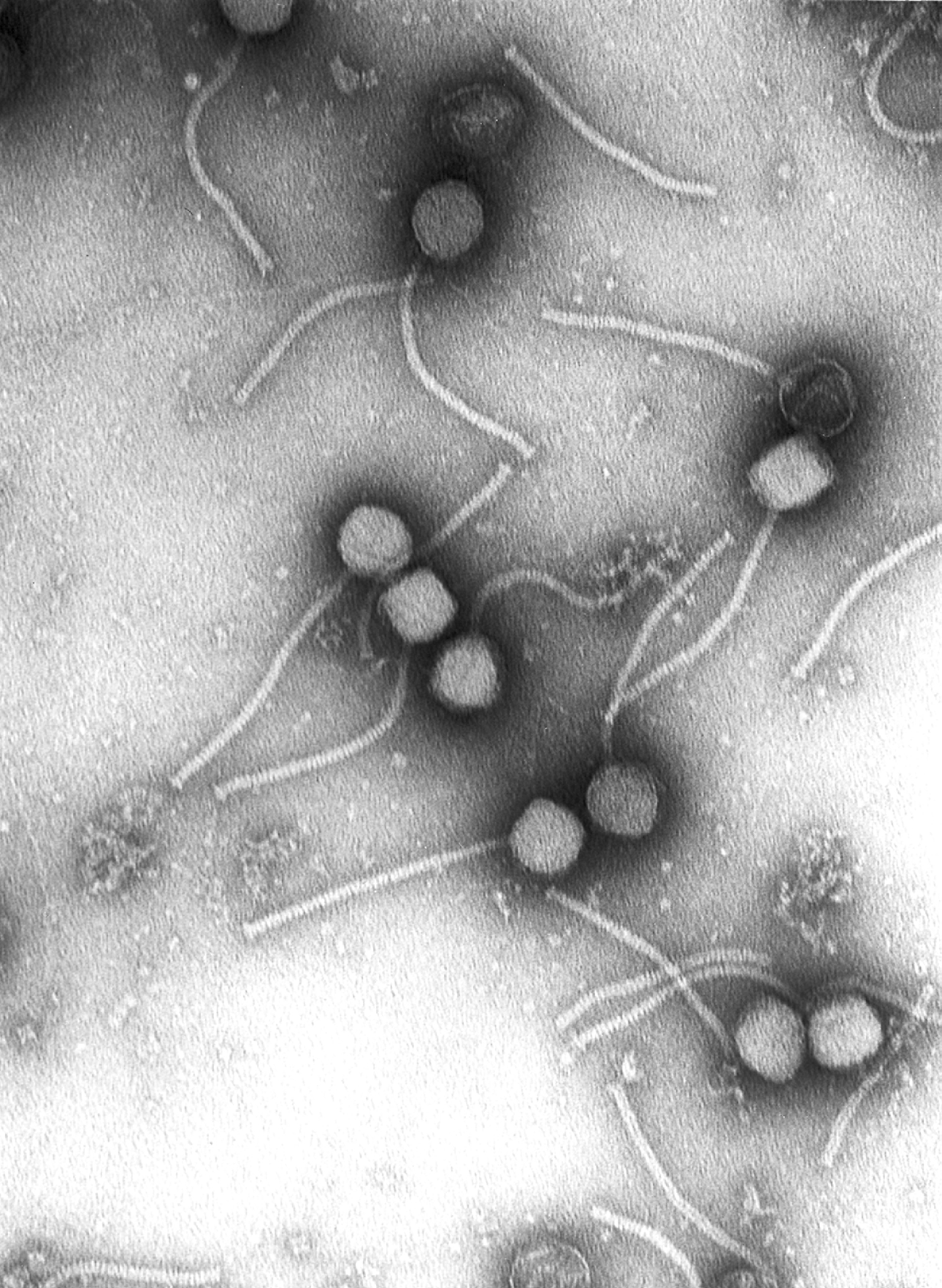
Virus – fagul gamma

## Subdomenii
Majoritatea științelor biologice sunt discipline specializate, grupate în subdomenii după tipul de organism care se cercetează în cadrul lor: 
- botanică — studiul plantelor
- zoologie — studiul animalelor și microbiologie — studiul microorganismelor
- biochimie — studiul proceselor chimice care au loc în organisme
- biologie celulară — studiul celulelor
- fiziologie — studiul funcțiunilor de țesuturi, organe și sisteme de organe ale organismului
- ecologie — studiul interacțiunilor între organismele însăși și între ele și ambianță
- biologie marină – studiul vieții în bazinele oceanice, diversității viețuitoarelor marine

## Definiții ale diverșilor autori
- După Teofil Craciun (1989) (4), biologia este știința despre viață și materie vie, ea studiind: originea, evoluția, reproducerea, ereditatea, caracteristicile morfo-fiziologice, obiceiurile etc. plantelor și animalelor.
- După Kósa et al. (2000)  (5), biologia este un sistem de discipline care studiază legile vieții. Ea cercetează originea, dezvoltarea, complexitatea organismelor vii.

## Ramuri ale biologiei
Datorită aprofundării cunoștințelor din domeniul biologiei după inventarea  microscopului de către A. van Leeuwenhoek la mijlocul secolului al XVII-a, în interiorul biologiei au început să se formeze numeroase ramuri cu domenii de studiu bine definite. Unele din aceste ramuri au un caracter predominant teoretic precum botanica, zoologia, taxonomia, iar altele — un caracter predominant practic precum agricultura, horticultura.
| Categoria sistematică studiată | Regnul studiat                                                             | Domeniul de studiu                              | Ramura biologiei | Subramura biologiei                | Subramura biologiei       |
| 1                              | 2                                                                          | 3                                               | 4                | 5                                  | 6                         |
| Entitate (Biologie)            | -                                                                          | Virusuri / viruși                               | Virusologie      | -                                  | -                         |
| Organisme                      | Regn Monera (3)                                                            | Bacterii (3) și alge albastre (3)               | Microbiologie    | -                                  | -                         |
| Organisme                      | Regn Fungi (3)                                                             | Ciuperci (3)                                    | Micologie        | -                                  | -                         |
| Organisme                      | Regn Protista (3)                                                          | Protozoare (3)                                  | Protozoologia    | -                                  | -                         |
| Organisme                      | Regn Protista (3)                                                          | Mixomicete, (3) și Acrasiomicete (3)            | -                | -                                  | -                         |
| Organisme                      | Regn Protista (3)                                                          | Alge (3)                                        | Algologia        | -                                  | -                         |
| Organisme                      | Regn Plantae (3)                                                           | Plante (3)                                      | Botanica         | Citologie vegetală                 | -                         |
| Organisme                      | Regn Plantae (3)                                                           | Plante (3)                                      | Botanica         | Anatomie vegetală                  | -                         |
| Organisme                      | Regn Plantae (3)                                                           | Plante (3)                                      | Botanica         | Fiziologie vegetală                | -                         |
| Organisme                      | Regn Plantae (3)                                                           | Plante (3)                                      | Botanica         | Embriologie vegetală               | -                         |
| Organisme                      | Regn Plantae (3)                                                           | Plante (3)                                      | Botanica         | Palinologie                        | -                         |
| Organisme                      | Regn Plantae (3)                                                           | Plante (3)                                      | Botanica         | Filogenie vegetală                 | -                         |
| Organisme                      | Regn Plantae (3)                                                           | Plante (3)                                      | Botanica         | Taxonomie vegetală                 | -                         |
| Organisme                      | Regn Animalia (3)                                                          | Animale (3)                                     | Zoologia         | Zoologia nevertebratelor           | Entomologie               |
| Organisme                      | Regn Animalia (3)                                                          | Animale (3)                                     | Zoologia         | Zoologia vertebratelor             | Ichtiologie               |
| Organisme                      | Regn Animalia (3)                                                          | Animale (3)                                     | Zoologia         | Zoologia vertebratelor             | Herpetologie              |
| Organisme                      | Regn Animalia (3)                                                          | Animale (3)                                     | Zoologia         | Zoologia vertebratelor             | Ornitologie               |
| Organisme                      | Regn Animalia (3)                                                          | Animale (3)                                     | Zoologia         | Zoologia vertebratelor             | Mammologie sau Teriologie |
| Organisme                      | Regn Animalia (3)                                                          | Animale (3)                                     | Zoologia         | Embriologie animală                | -                         |
| Organisme                      | Regn Animalia (3)                                                          | Animale (3)                                     | Zoologia         | Hidrobiologie                      | -                         |
| Organisme                      | Regn Animalia (3)                                                          | Animale (3)                                     | Zoologia         | Fiziologie animală                 | -                         |
| Organisme                      | Regn Animalia (3)                                                          | Animale (3)                                     | Zoologia         | Taxonomie animală                  | -                         |
| Organisme                      | Regn Animalia (3)                                                          | Animale (3)                                     | Zoologia         | Filogenie animală                  | -                         |
| Organisme                      | Regn Animalia (3)                                                          | Animale (3)                                     | Anatomie         | Anatomia comparată a vertebratelor | -                         |
| Organisme                      | Regn Animalia (3)                                                          | Animale (3)                                     | Anatomie         | Anatomie umană                     | -                         |
| Organisme                      | Regn Animalia (3)                                                          | Animale (3)                                     | Histologie       | -                                  | -                         |
| Organisme                      | Regn Animalia (3)                                                          | Animale (3)                                     | Neurobiologie    | -                                  | -                         |
| Organisme                      | Regn Animalia (3)                                                          | Animale (3)                                     | Etologie         | -                                  | -                         |
| Organisme                      | Regn Animalia (3)                                                          | Animale (3)                                     | Antropologie     | -                                  | -                         |
| Organisme                      | Regn Animalia (3)                                                          | Animale (3)                                     | Imunologie       | -                                  | -                         |
| Organisme                      | Regn Animalia (3)                                                          | Animale (3)                                     | -                | Genetică umană                     | -                         |
| Organisme                      | Ramuri ale biologiei care studiază entități și organisme                   | -                                               | Genetica         | Genetică generală                  | -                         |
| Organisme                      | Ramuri ale biologiei care studiază entități și organisme                   | -                                               | Genetica         | Genetica populațiilor              | -                         |
| Organisme                      | Ramuri ale biologiei care studiază organisme aparținând mai multor regnuri | Bacterii, ciuperci, protozoare, plante, animale | Ecologie         | Ecologie marină                    | -                         |
| Organisme                      | Ramuri ale biologiei care studiază organisme aparținând mai multor regnuri | Bacterii, ciuperci, protozoare, plante, animale | Ecologie         | Ecologie terestră                  | -                         |
| Organisme                      | Ramuri ale biologiei care studiază organisme aparținând mai multor regnuri | Bacterii, ciuperci, protozoare, plante, animale | Paleontologie    | -                                  | -                         |
| Organisme                      | Ramuri ale biologiei care studiază organisme aparținând mai multor regnuri | Protozoare, animale                             | Parazitologie    | Parazitologie generală             | Helmintologie             |
| Organisme                      | Ramuri ale biologiei care studiază organisme aparținând mai multor regnuri | Protozoare, animale                             | Parazitologie    | Parazitologie medicală             | -                         |
| Științe de graniță             | -                                                                          | -                                               | Biofizica        | -                                  | -                         |
| Științe de graniță             | -                                                                          | -                                               | Biochimia        | -                                  | -                         |
| Științe de graniță             | -                                                                          | -                                               | Bioacustica      | -                                  | -                         |
| Științe de graniță             | -                                                                          | -                                               | Biogeografia     | -                                  | -                         |
| Științe de graniță             | -                                                                          | -                                               | Biomatematica    | -                                  | -                         |
| ------------------------------ | -------------------------------------------------------------------------- | ----------------------------------------------- | ---------------- | ---------------------------------- | ------------------------- |

## Clasificarea organismelor
Ordinea în clasificări este cea filogenetică, dată de autorii respectivi pentru coloanele 2, 3, 4, 5.
| Clasificarea făcută de Aristotel (384 - 322) îHr ( din 5). | După Withaker-Margulis (1978) ( din 5) | Clasificarea după Sârbu Anca, 1999 (3) | Clasificarea după Mohan GH. et all, 2004 (2) | Clasificare după Ariniș I. et al. 2000, (1) |
| 1                                                          | 2                                      | 3                                      | 4                                            | 5                                           |
| Nevertebrate                                               | Monera                                 | Monera                                 | Monera (Procariote)                          | Procariota ( Monera)                        |
| Pești                                                      | Protista                               | Fungi                                  | Protoctista (Protista)                       | Protista                                    |
| Broaște                                                    | Fungi                                  | Protista                               | Plantae (Metaphyta)                          | Fungi (Ciuperci)                            |
| Reptile                                                    | Plantae                                | Plantae                                | Fungi (Eumycota)                             | Plantae (Plante)                            |
| Păsări                                                     | Animalia                               | Animalia                               | Animalia (Metazoa)                           | Animalia (Animale)                          |
| Mamifere                                                   | -                                      | -                                      | -                                            | -                                           |

Bibliografia folosită pentru acest tabel
1. Ariniș I. et al. Biologie. Manual pentru clasa a IX-a. Editura All, 2000 (Aprobat de Ministerul Educației și Cercetării cu OMEC nr.4205 din 12 august 1999);
2. Mohan GH., Corneanu C., Ardelean A. Biologie Manual pentru clasa a IX-a, Editura Corint,2004. (Manualul a fost aprobat cu nr. 3886 din 24.05.2004 de Ministerul Educației și Cercetării);
3. Sârbu Anca, Biologie vegetală, Editura Universității din București,1999.
4. Crăciun T., Crăciun L.L., Dictionar de Biologie, Editura Albatros, 1989;
5. Hósa Maria, Rákosy-Tican Lenuța, DezsöAndrás, Biologie Manual pentru clasa a IX-a Editura Niculescu ABC, București, 2000.